# نه داستان
نه داستان (به انگلیسی: Nine Stories) مجموعه‌ای از داستان‌های کوتاه جی.دی.سلینجر، نویسندۀ امریکایی، است و در آوریل ۱۹۵۳ منتشر شده است. این کتاب دو داستان بسیار معروف سلینجر با نام‌های «یه روز عالی برای موزماهی» و «تقدیم به ازمی، با عشق و نکبت» را نیز دربرمی‌گیرد.

## داستان‌ها
عنوان قصه‌های این مجموعه به ترتیب عبارتند از:
- یه روز عالی برای موزماهی
- عمو ویگیلی در کانتیکات
- در آستانۀ جنگ با اسکیموها
- مرد خندان
- در قایق بادبانی
- تقدیم به ازمی، با عشق و نکبت
- دهانم زیبا، چشمانم سبز
- دورۀ آبی دودومیه اسمیت
- تدی

## ترجمه به فارسی
این کتاب اولین بار در سال ۱۳۶۴ و به قلم احمد گلشیری به فارسی ترجمه شد. گلشیری نام این کتاب را به دلتنگی‌های نقاش خیابان چهل‌وهشتم تغییر داد. این نام همچنین به جای عنوان داستان «دورۀ آبی دودومیه اسمیت» نیز قرار گرفت.
در سال ۱۳۹۸ ترجمۀ تازه‌ای به قلم کاوه میرعباسی و ویرایش مهدی نوری و علیرضا اسماعیل‌پور در نشر ماهی منتشر شد. مهدی نوری، ویراستار این ترجمه، همزمان با انتشار کتاب مقاله‌ای در وبسایت کاغذ منتشر کرد و کوشید ضرورت بازترجمۀ نه داستان را توضیح دهد.